# Свято-Хрестовоздвиженська церква (Ощів)
Свято-Хрествовоздвиженська церква — чинна парафіяльна церква у селі Ощів Луцького району Волинської області. Належить до Волинської єпархії Православної церкви України.

## Історія

### Перша згадка
Перша згадка про церкву в Ощеві датується 1545 роком. Наприкінці XVII століття в селі було 89 хат, 603 мешканців, церква дерев'яна, 2 млини.
У «Клірових відомостях церков Волинської єпархії за 1886 рік» значиться, що церква в Ощеві дерев'яна, перебуває у належному стані та має дві приписні церкви — у Терешківцях та Божеві (нині - Бистровиця).

### Будівництво мурованої церкви
У 1908–1910 роках поряд зі старовинною дерев'яною церквою жителі села почали будувати нову, цегляну. У 1911 році церкву освятили на честь Богоявлення. 

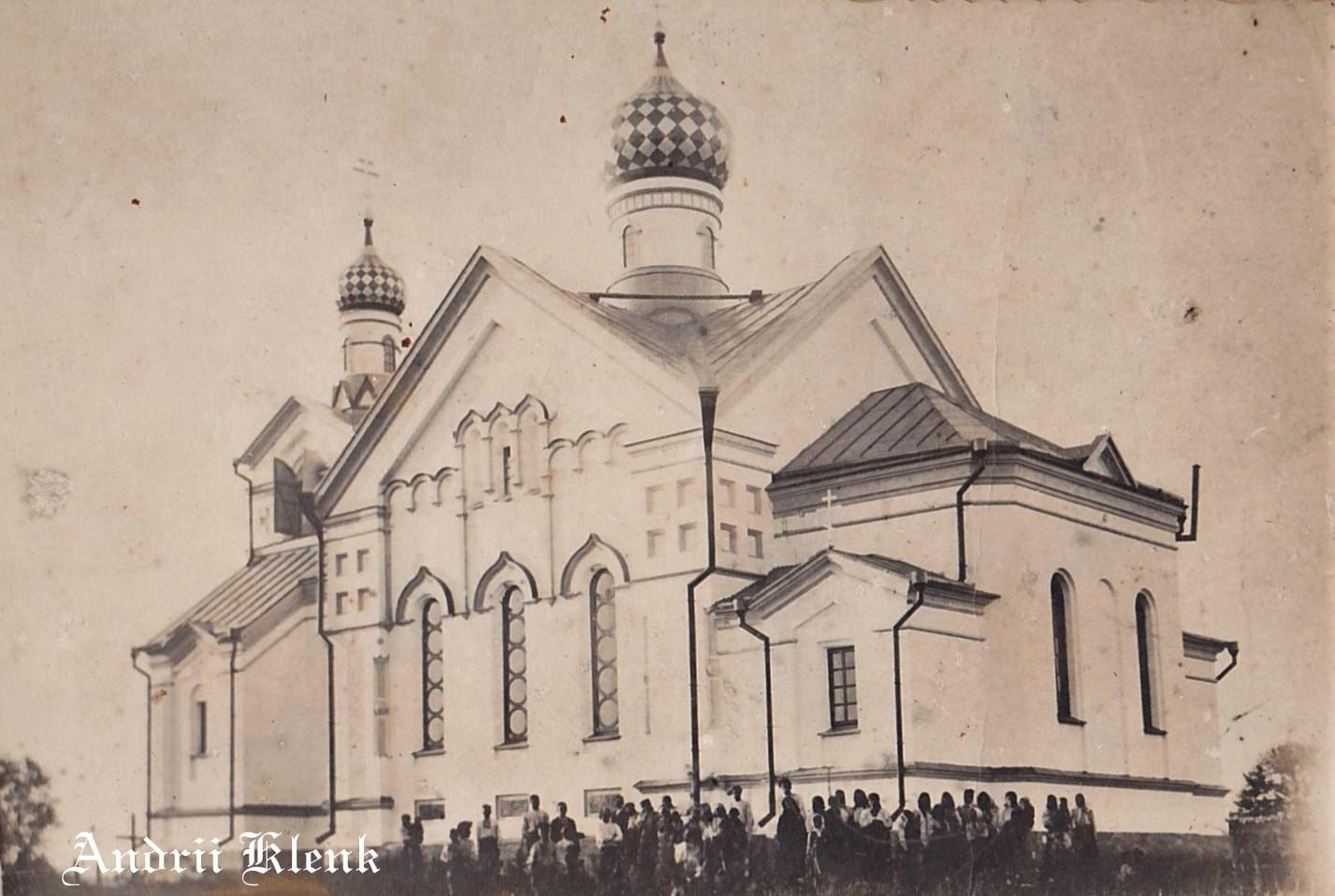
Церква Богоявлення села Ощів, 1911 рік

У «Клірових відомостях церков Волинської єпархії за 1911 рік» вміщено довідку про самостійну церкву Богоявлення в Ощеві та приписні до нього церкви у Терешківцях та Бистровиці (Божеві). Зокрема, там значиться, що у 1911 році настоятелем церкви був священик Павло Бухович, псаломщиком - дяк Іван Рафалович. Церковна громада володіла понад 11-ма гектарами землі, загальний дохід з яких складав понад 300 російських імператорських рублів на рік. На церковних землях розміщувалися і парафіяльні будинки та школа для дітей, яка знаходилася у підпорядкуванні православної парафії.

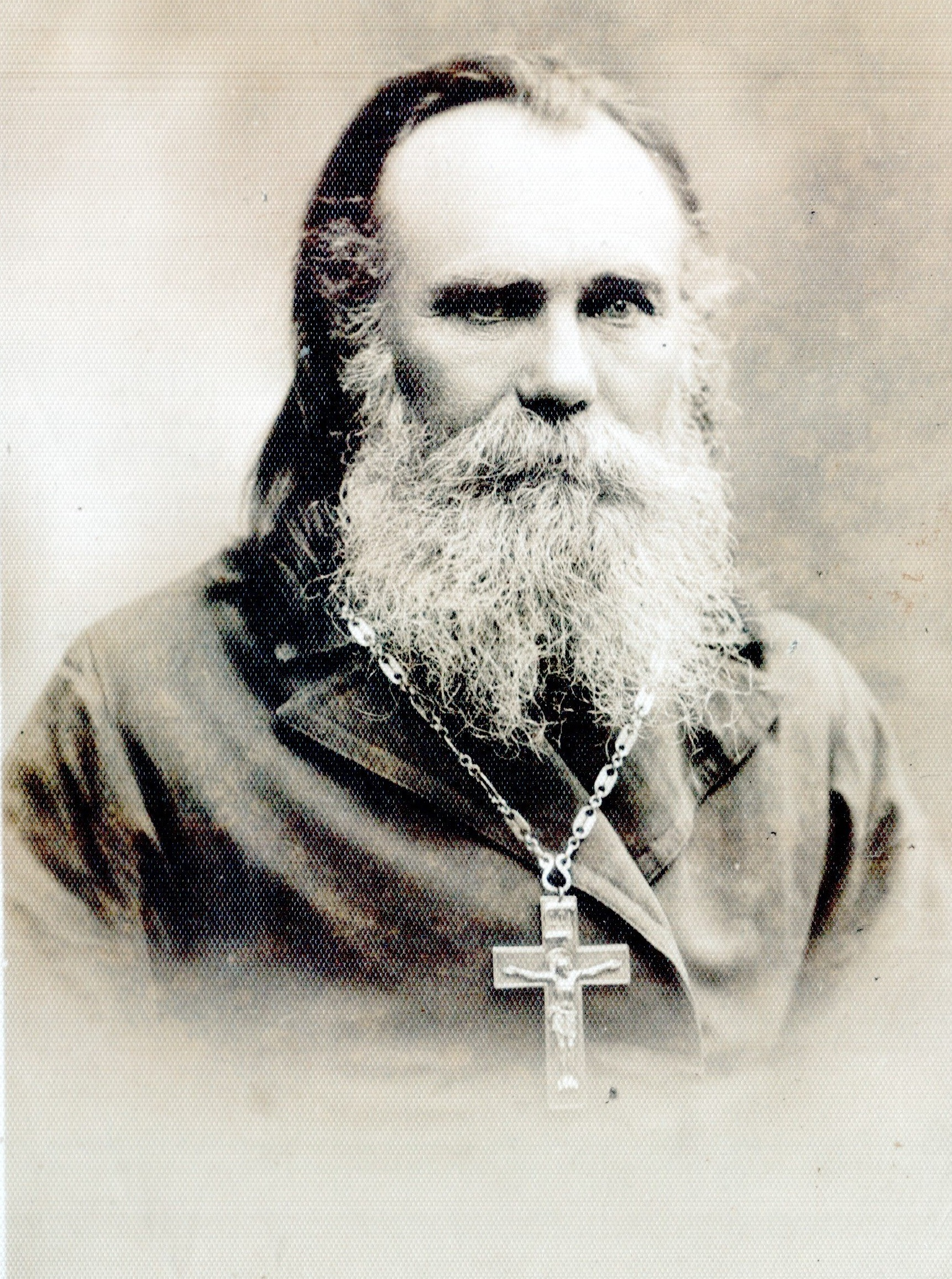
Настоятель церкви Богоявлення в Ощеві священик Даниїл Шумський (1888-1889 рік)

У «Клірових відомостях» також зазначається, що церква нова, кам’яна, будована на кошти Імператорського Правлячого Синоду Російської Православної Церкви. Загальна сума, яка була витрачена на будівництво становить 10 000 російських імператорських рублів.
Під час Луцького прориву 1916 року село було повністю зруйноване і спалене, зазнала великих ушкоджень і церква, яку німецькі солдати перетворили на склад зброї та боєприпасів.

### Міжвоєнний та радянський періоди
Після Першої світової війни жителями села біля пошкодженої кам'яної церкви було відреставровано стару, дерев'яну, в яку перенесли усі вцілілі ікони та іконостас, і Богослужіння продовжувалося у ній до 50-х років ХХ століття. У 1930 році православна парафія в Ощеві згадується у матеріалах справи "Процес за православні церкви. Справа т.зв. ревіндикаційних судових процесів про передачу 724 православних святинь римо-католицькому костелові".
У радянський період дерев'яна церква була закрита і зруйнована, а руїни цегляного храму стояли пусткою, згодом місцева влада розмітила там склад отрутохімікатів. Наприкінці 80-х років ХХ століття в Ощеві почали звершуватися Богослужіння у капличці на місцевому кладовищі.  

### Відбудова
Наприкінці 80-х років ХХ століття сформувалася ініціативна група мешканців Ощева, яку очолив Григорій Шкамарда, що підняла питання про відбудову мурованої церкви. 14 липня 1990 року відбудована церква була відкрита й освячена з благословення єпископа Варфоломія (Ващука) благочинним Горохівського округу протоієреєм Олександром Пасічником як Хрестовоздвиженська. 
Першим настоятелем церкви став протоієрей Миколай Мельничук. Після його смерті у 2010 році настоятелями церкви були протоієрей Василій Хомляк (2010—2011) та священик Роман Світлик (2011—2019). 
У 2009-2015 роках зовнішній вигляд церкви зазнав значної реконструкції, під час якої було встановлено дев'ять куполів, оновлено покрівлю та окремі елементи зовнішнього фасаду.
У 2015 році, до 25-річчя відбудови мурованої церкви, парафія видала ілюстровано-краєзнавчий збірник «Небесна святиня», в основу якого лягли матеріали фондів Державних архівів Волинської та Рівненської областей та окремі краєзнавчі дослідження заслуженого вчителя України Ганни Бабій.
У 2016 році в церкві відспівали учасників АТО Володимира Павлюка та Олександра Міхєєва. 

## Святині церкви
Книга «Девятисотлетие православия на Волыни», видана 1892 року, розповідає цікаву історію чудотворної ікони Божої Матері з Ощівської церкви:
"В селі Ощеві в самостійній Богоявленській церкві є благодатна ікона Божої Матері, яку надзвичайно шанують місцеві і жителі навколишніх сіл. Ікона ця, безперечно, давня, писана оригінально і художньо, розміщена на верхньому місці".
Аналогічну інформацію подано і в збірнику "Тисячоліття православ'я на Волині".
Очевидно, це була спускна ікона зверху іконостасу. Серед жителів села існують перекази, що ікона була подарована церкві якоюсь місцевою магнаткою, яка завдяки старанній молитві сама відчула на собі благодатну допомогу Божої Матері, тому й передала святиню в дарунок церкві. За свідченнями жителів Ощева, перед іконою відбувалися чудотворні зцілення недужих. Довгий час у церкві зберігалася милиця із написом "1772 рік" як речовий доказ зцілення одного кульгавого чоловіка, який тут після щирої молитви позбувся недуги.
Під час Першої світової війни чудотворна ікона Божої Матері безслідно зникла з церкви. 

## Сучасний стан
Церква перебуває у власності місцевої релігійної громади Православної церкви України. 
Із 1990 по 2019 рік релігійна громада перебувала в юрисдикційному підпорядкуванні Українській Православній Церкві (Московського патріархату). 27 лютого 2019 року на загальних Парафіяльних зборах релігійної громади парафіяни церкви одноголосно вирішили приєднатися до складу Православної церкви України. За таке рішення, попри спротив настоятеля, проголосував 91 член релігійної громади. 12 березня 2019 року митрополит Луцький і Волинський Михаїл (Зінкевич) призначив настоятелем парафії протоієрея Василія Луня. 
Згідно розпорядження голови Волинської ОДА Олександра Савченка № 315 від 7 червня 2019 року Хрестовоздвиженська релігійна громада була офіційно зареєстрована у складі ПЦУ.
Одна з небагатьох сільських парафій на Волині, яка має власну прес-службу та друкований орган - газету "Ощівський храм". При церкві активно налагоджена видавнича діяльність. Після початку антитерористичної операції на сході України парафіяльна громада неодноразово збирала та відправляла волонтерську допомогу захисникам України, підтримувала сім'ї загиблих учасників АТО з Ощева.
27 лютого 2020 року, у річницю приєднання парафії до ПЦУ, митрополит Михаїл (Зінкевич) призначив новим настоятелем парафії священика Тарасія Сидорука.